# Remo nos Jogos Olímpicos de Verão de 1956
O remo nos Jogos Olímpicos de Verão de 1956 foi realizado em Melbourne, na Austrália, com sete eventos disputados.

## Eventos do remo
Masculino: Skiff simples | Skiff duplo | Dois sem | Dois com | Quatro sem | Quatro com | Oito com

## Skiff simples
| Pos. | País                  | Atletas           | Tempo  |
| ---- | --------------------- | ----------------- | ------ |
|      | União Soviética (URS) | Vyacheslav Ivanov | 8:02.5 |
|      | Austrália (AUS)       | Stuart MacKenzie  | 8:07.7 |
|      | Estados Unidos (USA)  | John B. Kelly Jr. | 8:11.8 |

## Skiff duplo
| Pos. | País                  | Atletas                           | Tempo  |
| ---- | --------------------- | --------------------------------- | ------ |
|      | União Soviética (URS) | Aleksander Berkutov Yuri Tyukalov | 7:24.0 |
|      | Estados Unidos (USA)  | Bernhard Costello James Gardiner  | 7:32.2 |
|      | Austrália (AUS)       | Murray Riley Mervin Wood          | 7:37.4 |

## Dois sem
| Pos. | País                  | Atletas                         | Tempo  |
| ---- | --------------------- | ------------------------------- | ------ |
|      | Estados Unidos (USA)  | James Fifer Duvall Hecht        | 7:55.4 |
|      | União Soviética (URS) | Igor Buldakov Victor Ivanov     | 8:03.9 |
|      | Áustria (AUT)         | Josef Kloimstein Alfred Sageder | 8:11.8 |

## Dois com
| Pos. | País                     | Atletas                                                        | Tempo  |
| ---- | ------------------------ | -------------------------------------------------------------- | ------ |
|      | Estados Unidos (USA)     | Arthur Ayrault Conn Findlay Armin Seiffert (tim.)              | 8:26.1 |
|      | Equipe Alemã Unida (EUA) | Horst Arndt Karl-Heinrich von Groddeck Rainer Borkowsky (tim.) | 8:29.2 |
|      | União Soviética (URS)    | Igor Yemchuk Georgy Zhilin Vladimir Petrov (tim.)              | 8:31.0 |

## Quatro sem
| Pos. | País                 | Atletas                                                      | Tempo  |
| ---- | -------------------- | ------------------------------------------------------------ | ------ |
|      | Canadá (CAN)         | Archibald McKinnon Lorne Loomer Walter d'Hondt Donald Arnold | 7:08.8 |
|      | Estados Unidos (USA) | James McIntosh Arthur McKinlay John McKinlay John Welchli    | 7:18.4 |
|      | França (FRA)         | René Guissart Yves Delacour Gaston Mercier Guy Guillabert    | 7:20.9 |

## Quatro com
| Pos. | País            | Atletas                                                                             | Tempo  |
| ---- | --------------- | ----------------------------------------------------------------------------------- | ------ |
|      | Itália (ITA)    | Franco Trincavelli Angelo Vanzin Romano Sgheiz Alberto Winkler Ivo Stefanoni (tim.) | 7:19.4 |
|      | Suécia (SWE)    | Olaf Larsson Gösta Eriksson Juar Aronsson Sven Gunnarsson Bertil Göransson (tim.)   | 7:22.4 |
|      | Finlândia (FIN) | Toimi Pitkänen Veli Lehtalä Reino Poutanen Kauko Hänninen Matti Niemi (tim.)        | 7:30.9 |

## Oito com
| Pos. | País                 | Atletas | Tempo  |
| ---- | -------------------- | --- | ------ |
|      | Estados Unidos (USA) | Donald Beer Thomas Charlton John Cooke Caldwell Esselstyn Charles Grimes Robert Morey Richard Wailes David Wight William Becklean (tim.)          | 6:35.2 |
|      | Canadá (CAN)         | Lawrence West John McDonald William McKerlich Donald Pretty David Helliwell Philip Kueber Richard McClure Robert Wilson Carlton Ogawa (tim.)      | 6:37.7 |
|      | Austrália (AUS)      | Michael Aikman David Boykett Angus Fred Benfield James Howden Garth Owen Manton Walter Howell Adrian Monger Brian John Doyle Harold Hewitt (tim.) | 6:39.2 |

## Quadro de medalhas do remo
| Pos. | País                   | Ouro | Prata | Bronze | Total |
| 1    | USA Estados Unidos     | 3    | 2     | 1      | 6     |
| 2    | URS União Soviética    | 2    | 1     | 1      | 4     |
| 3    | CAN Canadá             | 1    | 1     | 0      | 2     |
| 4    | ITA Itália             | 1    | 0     | 0      | 1     |
| 5    | AUS Austrália          | 0    | 1     | 2      | 3     |
| 6    | EUA Equipe Alemã Unida | 0    | 1     | 0      | 1     |
| 6    | SWE Suécia             | 0    | 1     | 0      | 1     |
| 8    | AUT Áustria            | 0    | 0     | 1      | 1     |
| 8    | FRA França             | 0    | 0     | 1      | 1     |
| 8    | FIN Finlândia          | 0    | 0     | 1      | 1     |